# Carl Brockelmann

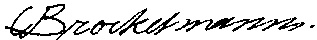
Signatur

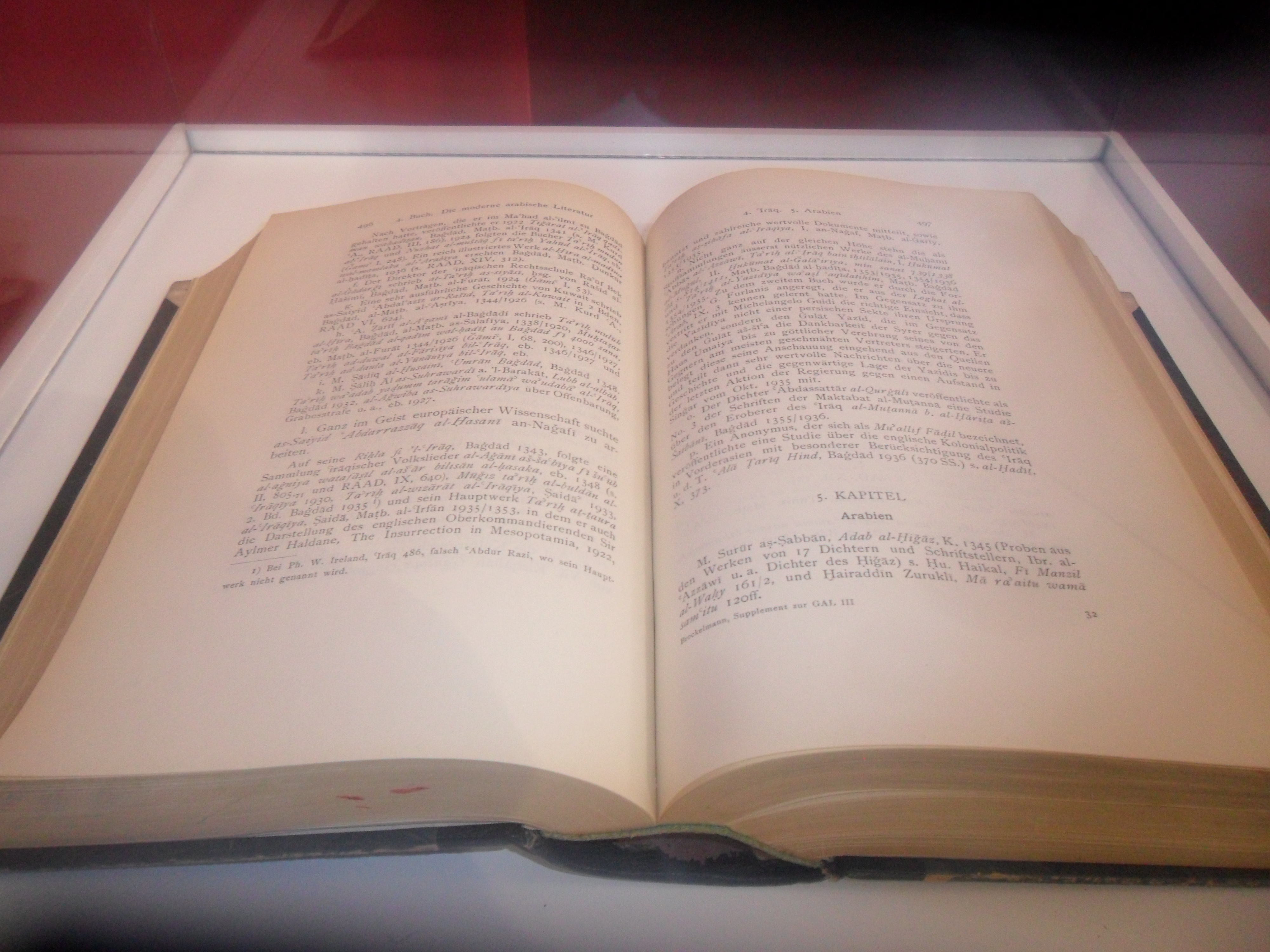
Geschichte der Arabischen Literatur 1909 – Carl Brockelmann

Carl Friedrich Brockelmann (geboren am 17. September 1868 in Rostock; gestorben am 6. Mai 1956 in Halle) war ein deutscher Orientalist. Er gilt als einer der bedeutendsten deutschen Orientalisten und Semitisten des 20. Jahrhunderts.

## Leben
Carl Brockelmann war Sohn des Rostocker Kaufmanns Carl Heinrich Ernst Brockelmann und dessen Frau Friederike Dorothea Henriette, geb. Schäfer. Er war ein Neffe des Rostocker Reeders Ernst Brockelmann.
Brockelmann verbrachte seine Jugend in Rostock. Er nahm zunächst im Sommersemester 1886 ein Philologiestudium an der Universität Rostock auf, konnte dann jedoch mit einem Stipendium an die Universität Breslau gehen. 1888 ging er zum Orientalisten Theodor Nöldeke an die Universität Straßburg, wo er 1890 promoviert wurde und das Staatsexamen für das Lehramt an höheren Schulen ablegte. In den folgenden zwei Jahren war Brockelmann Proband und Hilfslehrer am Protestantischen Gymnasium in Straßburg. Er unterrichtete u. a. die Söhne der Straßburger Fabrikantenfamilien Adler und Oppenheimer.
1893 habilitierte sich Brockelmann an der Universität Breslau für semitische Philologie, 1900 wurde er außerordentlicher Professor  für arabische Sprache an der Universität Berlin und 1903 ordentlicher Professor für Ägyptologie an der Universität Königsberg. 1910 folgte er einem Ruf auf den Lehrstuhl für Semitische Philologie und Islamkunde an die Universität Halle, wo er 1918 die Gründung des Orientalischen Seminars initiierte und 1918/19 als Rektor amtierte. Zu seinen Schülern zählten Hellmut Ritter, August Klingenheben und Johann Fück. 1922 wechselte er wieder an die Universität Berlin, sein Nachfolger auf dem Lehrstuhl in Halle war Hans Bauer.
Er kehrte jedoch schon 1923 wieder nach Breslau zurück. Dort wurde er im Oktober 1932 zum Rektor gewählt. Er verteidigte den Strafrechtsprofessor Ernst Joseph Cohn gegen antisemitische Angriffe nationalsozialistischer Studenten, der Zeithistoriker Helmut Heiber charakterisiert ihn als „überdurchschnittlich mutige[n] Rektor“. Unter seinen Breslauer Schülern waren Bertold Spuler und Hans Joachim Kißling. Nach der NS-Machtübernahme wurde er zum 1. April 1933 des Amtes enthoben und 1935 emeritiert. Sein Nachfolger war Otto Spies.
Er übersiedelte 1937 nach Halle, wo er die Bibliothek der Morgenländischen Gesellschaft nutzen konnte. Nach dem Zweiten Weltkrieg wurde er 1945 zum Bibliotheksrat ernannt und übernahm 1947 einen Lehrauftrag für Turkologie (womit er den Verlust seiner Breslauer Pension kompensierte). Zugleich wurde er Mitglied des FDGB. Noch bis zu seinem 88. Lebensjahr erhielt er die Lehre in seinem Fach aufrecht.
Er war maßgeblich an der Entwicklung der DIN-Norm DIN 31635 (Umschrift des arabischen Alphabets) beteiligt, die auf der Umschrift der Deutschen Morgenländischen Gesellschaft (DMG) von ihm und Hans Wehr beruht. Sie wurde 1936 auf dem Internationalen Orientalistenkongress in Rom angenommen.

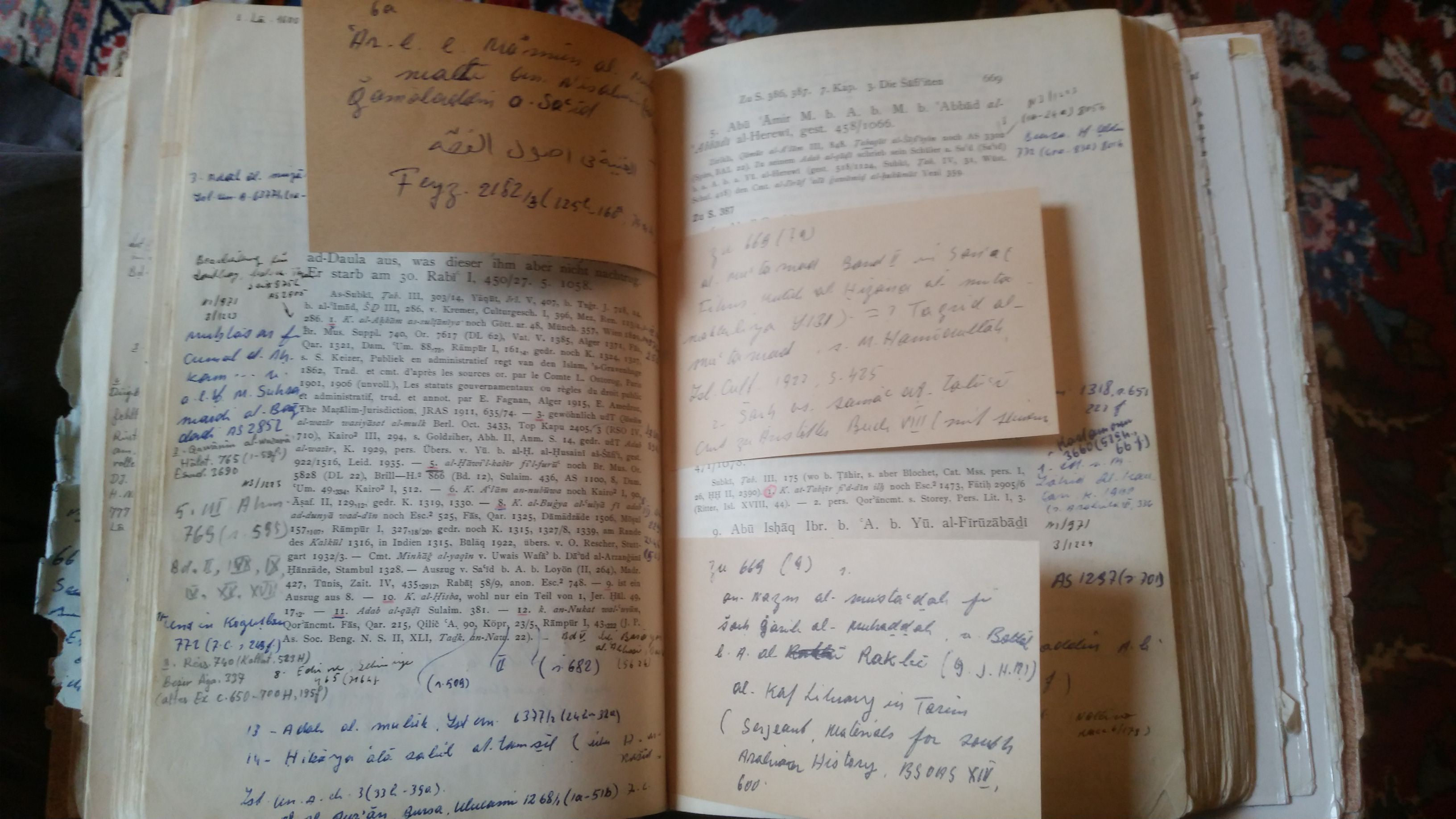
Handexemplar des Orientalisten Fuat Sezgin von Brockelmanns Geschichte der arabischen Litteratur, Erstes Supplement (1937)

Mit seiner Geschichte der arabischen Litteratur (zuerst erschienen 1898 bis 1902 bei Felber in Weimar, zweite den Supplementbänden angepasste Auflage 1937–1942) schrieb Brockelmann eine maßgebliche bibliographische Übersicht, an die sich Fuat Sezgins Geschichte des arabischen Schrifttums (1967–2015) anschließt.

## Mitgliedschaften und Auszeichnungen
- 1912: Roter Adler-Orden II. Klasse
- 1918: Ritter des Schwedischen Nordsterns
- 1951: Nationalpreis I. Klasse für Wissenschaft und Technik
- Ehrenmitglied der Royal Asiatic Society London, der Société asiatique Paris, der American Oriental Society, der American Linguistic Society, der Akademie für die arabische Sprache in Damaskus, der Deutschen Morgenländischen Gesellschaft
- ordentliches Mitglied der Sächsischen Akademie der Wissenschaften
- 1939: korrespondierendes Mitglied der Preußischen Akademie der Wissenschaften
- korrespondierendes Mitglied von Akademien in Budapest, Göteborg und Uppsala

## Veröffentlichungen (Auswahl)
- Arabische Grammatik. Berlin u. a. 1904, Textarchiv – Internet Archive. Zahlreiche Neuauflagen, darunter Leipzig 1960 (Neubearbeitung der Grammatik von Albert Socin).
- Geschichte der christlichen Literaturen des Orients. 2. Auflage. Leipzig 1909 (Die Litteraturen des Ostens in Einzeldarstellungen)
- Grundriss der vergleichenden Grammatik der semitischen Sprachen. Band 1–2, 1908/1913
- Semitische Sprachwissenschaft. 2. Auflage. 1916 (Digitalisat).
- Lexicon Syriacum. 2. Auflage. Halle 1928
- Syrische Grammatik. Leipzig 1938; 6., vermehrte und verbesserte Auflage. Leipzig 1951 (Digitalisat).
- Geschichte der islamischen Völker und Staaten. R. Oldenbourg, München / Berlin 1939
- Geschichte der arabischen Litteratur. Zweite den Supplementbänden angepasste Auflage. Brill, Leiden 1943. Supplementbände I-III. Brill, Leiden 1937–1942 (ursprünglich in Die Litteraturen des Ostens in Einzeldarstellungen)
- Abessinische Studien. Berlin 1950 (Digitalisat).
- Osttürkische Grammatik der islamischen Literatur-Sprachen Mittelasiens. Leiden 1954.
- Hebräische Syntax. 1956.